# Loch Fyne (fjord i Grönland)
Loch Fyne är en fjord i Grönland (Kungariket Danmark). Den ligger i den östra delen av Grönland, 1 600 km nordost om huvudstaden Nuuk.